# Sainshand

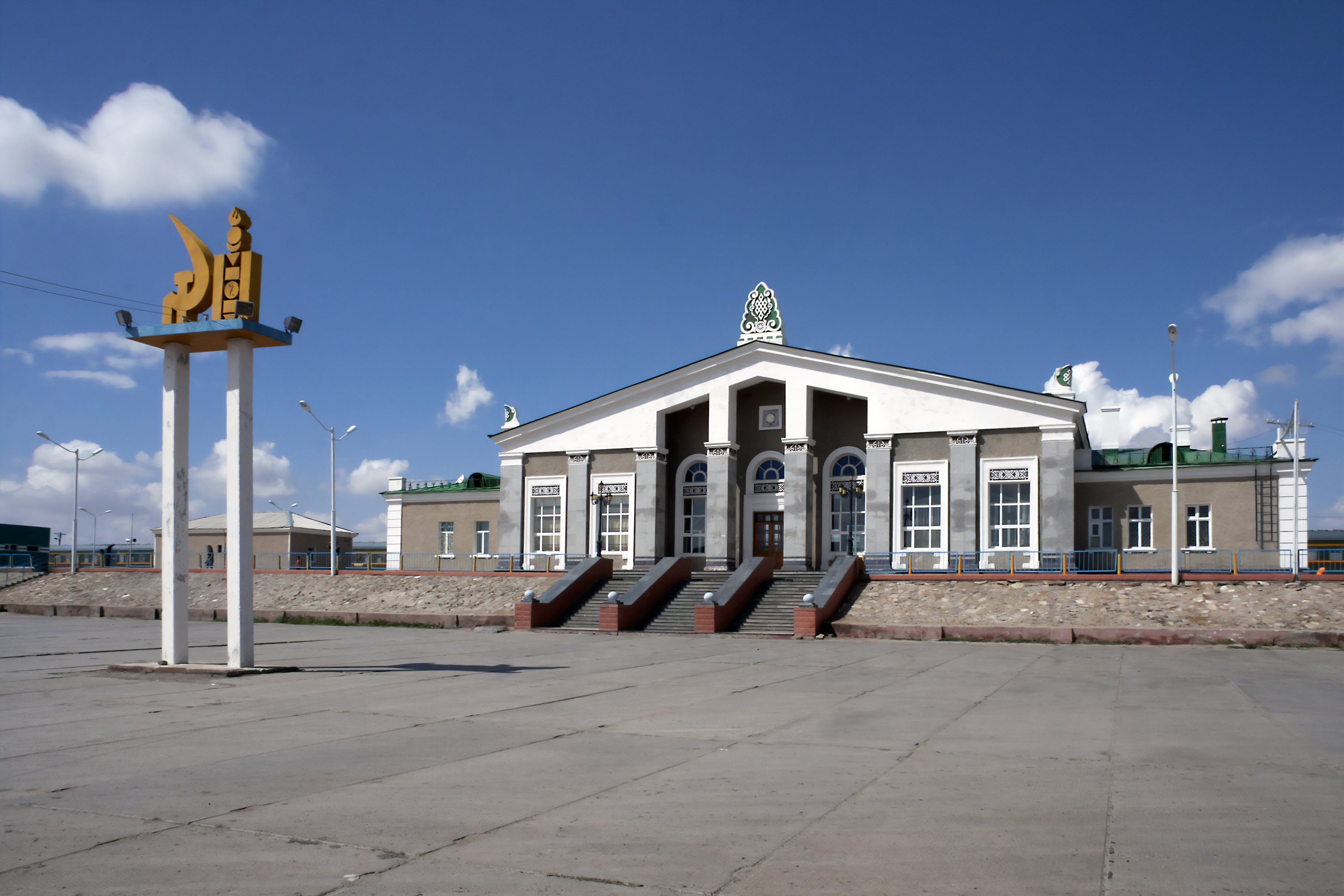
Ga tàu hỏa chính tại Sainshand.

Sainshand (tiếng Mông Cổ: Сайншанд) là thủ phủ của tỉnh Dornogovi tại Mông Cổ. Thành phố nằm ở thảo nguyên phía đông của sa mạc Gobi, có đường sắt Xuyên Mông Cổ đi qua địa bàn. Năm 2000, dân số của thành phố là 25.210 người, đến năm 2006 là 19.548 người) và 19.891 người năm 2008().
Lãnh thổ sum Sainshand gồm có 5 bag(xã). Bags ##1,2,3 tạo thành phần chính Övör (miền nam), bag #4 là Ar phần (miền bắc), bag #5 ở khá xa (46 km từ trung tâm thành phố) và tên là Züünbayan. Phần phía nam và phía bắc của thành phố tách biệt nhau bởi một ngọn đồi. Dân số phần phía bắc của thành phố là 4.944 vào cuối năm 2006 , 4.822(cuối năm 2008). Ga xe lửa của Đường sắt Xuyên Mông Cổ cũng nằm trên địa bàn phần bắc. Tại đây từng có nhiều căn cứ quân sự của Liên Xô song nay đều bị bỏ hoang. Phần phía nam có dân số 12.687 (cuối 2006) 13.463 (cuối 2008). Các cơ quan của tỉnh Dornogovinằm ở khu vực này của thành phố.
Việc phục hồi Tu viện Phật giáo Khamariin Khiid (Khamar) cách một giờ đi xe về phía nam, và bản thân tu viện Sainshand là một bảo tàng từ thê kỷ 19 và mang nét kiến trúc của Danzanravjaa, lãnh đạo nổi bật của trường Ninh-mã phái trong Phật giáo Tây Tạng.
Bên trong sum Sainshand, bag  Züünbayan là một điểm đinh cư sản xuất dầu mỏ nằm cách 46 km về phía nam trung tâm thành phố. Dân số của bag là 1.917 (cuối 2006), 1.606 (cuôi 2008). Đường sắt Xuyên Mông Cổ đi qua nhà ga Sainshand trên hành trình của nó.

## Khí hậu
Sainshand có một khí hậu sa mạc theo Köppen BWk với một mùa đông dài, rất khô và rất lạnh còn mùa hè thì ngắn và nóng.
| Dữ liệu khí hậu của Sainshand            | Dữ liệu khí hậu của Sainshand | Dữ liệu khí hậu của Sainshand | Dữ liệu khí hậu của Sainshand | Dữ liệu khí hậu của Sainshand | Dữ liệu khí hậu của Sainshand | Dữ liệu khí hậu của Sainshand | Dữ liệu khí hậu của Sainshand | Dữ liệu khí hậu của Sainshand | Dữ liệu khí hậu của Sainshand | Dữ liệu khí hậu của Sainshand | Dữ liệu khí hậu của Sainshand | Dữ liệu khí hậu của Sainshand | Dữ liệu khí hậu của Sainshand |
| Tháng                                    | 1                             | 2                             | 3                             | 4                             | 5                             | 6                             | 7                             | 8                             | 9                             | 10                            | 11                            | 12                            | Năm                           |
| ---------------------------------------- | ----------------------------- | ----------------------------- | ----------------------------- | ----------------------------- | ----------------------------- | ----------------------------- | ----------------------------- | ----------------------------- | ----------------------------- | ----------------------------- | ----------------------------- | ----------------------------- | ----------------------------- |
| Cao kỉ lục °C (°F)                       | 1.1 (34.0)                    | 13.1 (55.6)                   | 21.6 (70.9)                   | 29.4 (84.9)                   | 36.7 (98.1)                   | 40.0 (104.0)                  | 39.5 (103.1)                  | 38.4 (101.1)                  | 32.6 (90.7)                   | 26.6 (79.9)                   | 14.3 (57.7)                   | 6.2 (43.2)                    | 40.0 (104.0)                  |
| Trung bình ngày tối đa °C (°F)           | −11.8 (10.8)                  | −6.7 (19.9)                   | 3.0 (37.4)                    | 14.1 (57.4)                   | 22.5 (72.5)                   | 27.5 (81.5)                   | 29.4 (84.9)                   | 27.5 (81.5)                   | 20.8 (69.4)                   | 12.0 (53.6)                   | −0.6 (30.9)                   | −9.8 (14.4)                   | 10.7 (51.3)                   |
| Trung bình ngày °C (°F)                  | −18.1 (−0.6)                  | −13.7 (7.3)                   | −4.2 (24.4)                   | 5.9 (42.6)                    | 14.5 (58.1)                   | 20.4 (68.7)                   | 22.7 (72.9)                   | 20.9 (69.6)                   | 13.6 (56.5)                   | 4.4 (39.9)                    | −7.0 (19.4)                   | −15.6 (3.9)                   | 3.7 (38.7)                    |
| Tối thiểu trung bình ngày °C (°F)        | −22.8 (−9.0)                  | −19.5 (−3.1)                  | −10.9 (12.4)                  | −1.1 (30.0)                   | 7.2 (45.0)                    | 13.6 (56.5)                   | 16.8 (62.2)                   | 15.0 (59.0)                   | 7.5 (45.5)                    | −1.4 (29.5)                   | −12.3 (9.9)                   | −20.4 (−4.7)                  | −2.4 (27.7)                   |
| Thấp kỉ lục °C (°F)                      | −35 (−31)                     | −35.8 (−32.4)                 | −27.1 (−16.8)                 | −22.6 (−8.7)                  | −10.2 (13.6)                  | 3.2 (37.8)                    | 7.2 (45.0)                    | 5.6 (42.1)                    | −4.4 (24.1)                   | −17.1 (1.2)                   | −28 (−18)                     | −34.3 (−29.7)                 | −35.8 (−32.4)                 |
| Lượng Giáng thủy trung bình mm (inches)  | 0.5 (0.02)                    | 1.1 (0.04)                    | 1.5 (0.06)                    | 3.1 (0.12)                    | 8.1 (0.32)                    | 16.1 (0.63)                   | 31.0 (1.22)                   | 30.9 (1.22)                   | 10.9 (0.43)                   | 4.6 (0.18)                    | 2.1 (0.08)                    | 1.4 (0.06)                    | 111.3 (4.38)                  |
| Số ngày giáng thủy trung bình (≥ 1.0 mm) | 0.1                           | 0.3                           | 0.4                           | 0.7                           | 1.6                           | 2.8                           | 5.4                           | 4.4                           | 1.8                           | 1.0                           | 0.6                           | 0.4                           | 19.5                          |
| Nguồn: NOAA                              |                               |                               |                               |                               |                               |                               |                               |                               |                               |                               |                               |                               |                               |